# Cratichneumon pseudanisotae
Cratichneumon pseudanisotae är en stekelart som beskrevs av Heinrich 1961. Cratichneumon pseudanisotae ingår i släktet Cratichneumon och familjen brokparasitsteklar. Inga underarter finns listade i Catalogue of Life.